# Joyceline Montero García
Joyceline Montero García nació en Bayamón, Puerto Rico en 1982. Fue ganadora del certamen Miss Puerto Rico Teen 2001 y posteriormente ganó Miss Mundo de Puerto Rico 2003 lo que le dio el derecho de representar a Puerto Rico en el concurso de belleza, Miss Mundo 2003 donde se ubicó entre las semifinalistas.
Además de su puesto como semifinalista en Miss Mundo, Joyceline alcanzó el primer lugar en la competencia de talento, donde presentó un show de magia. 
Luego de entregar su corona, Joyceline se dedicó a la animación televisiva. Posteriormente se casó y tuvo su primera hija.